# (32404) 2000 RN
2000 RN (asteroide 32404) é um asteroide da cintura principal. Possui uma excentricidade de 0.09538370 e uma inclinação de 14.05360º.
Este asteroide foi descoberto no dia 1 de setembro de 2000 por LINEAR em Socorro.